# Joppa terminalis
Joppa terminalis är en stekelart som beskrevs av Gaspard Auguste Brullé 1846. Joppa terminalis ingår i släktet Joppa och familjen brokparasitsteklar. Inga underarter finns listade i Catalogue of Life.